# Ermida da Mãe de Deus (Vila Franca do Campo)

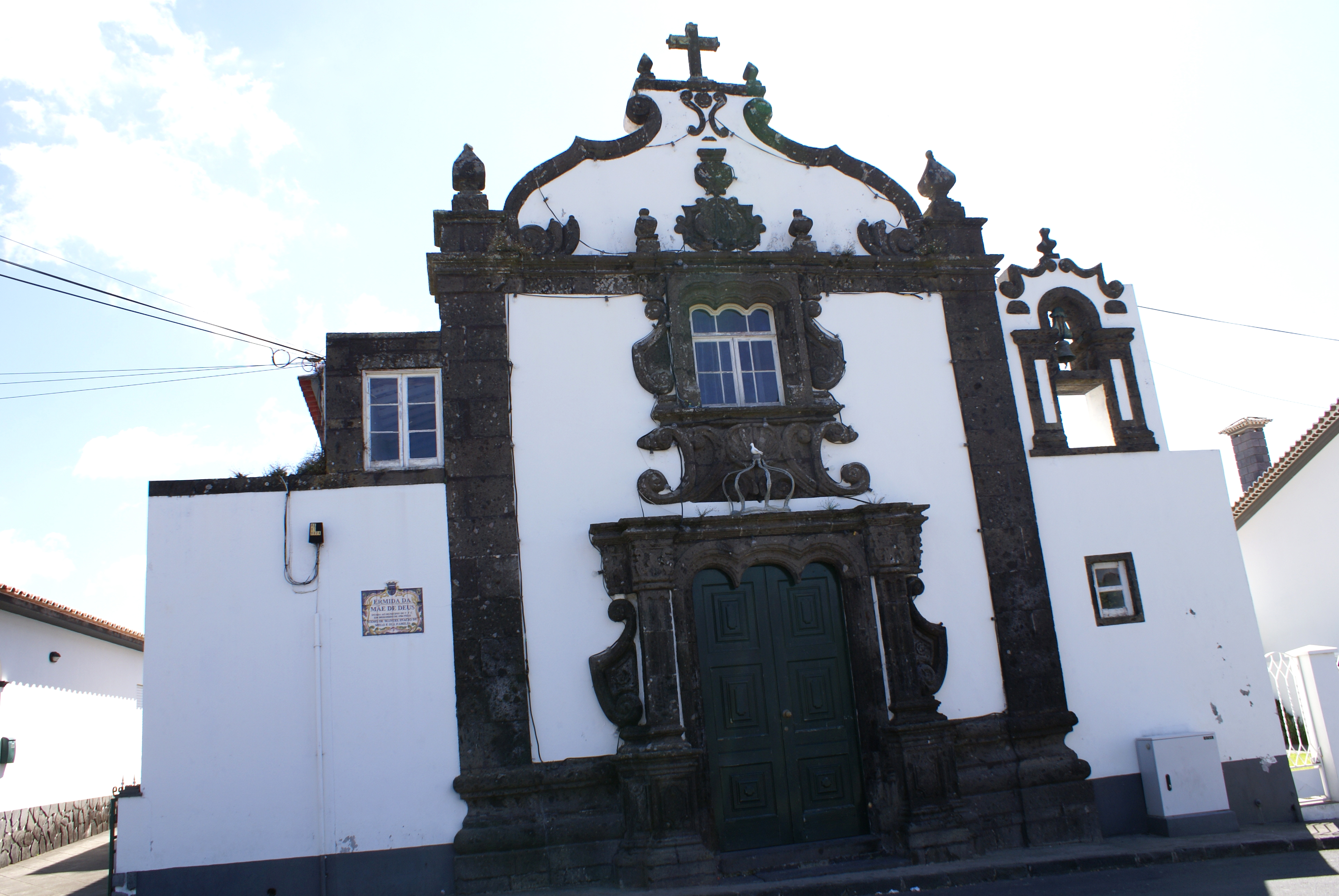
Ermida da Mãe de Deus, Vila Franca do Campo.

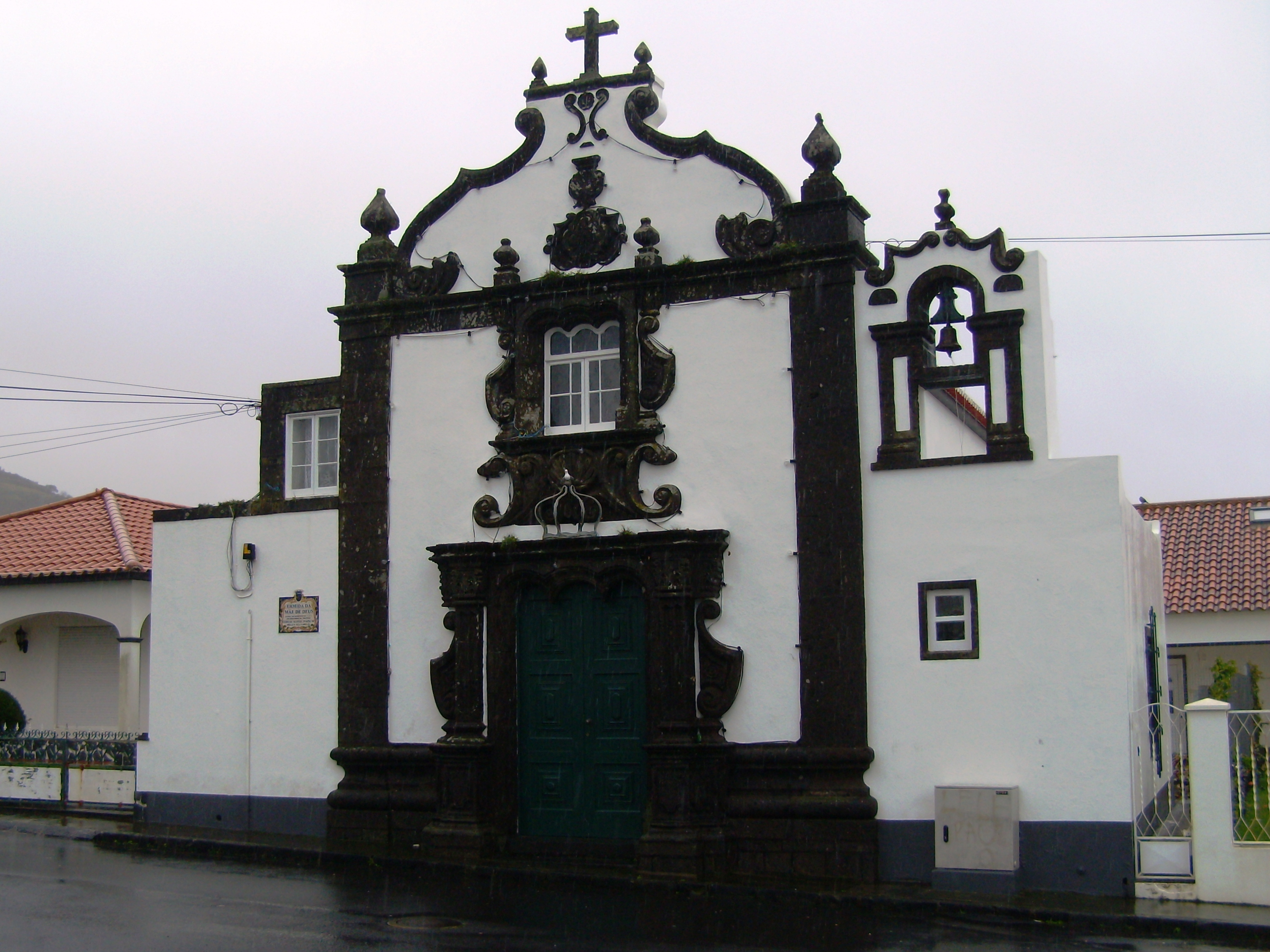
Ermida da Mãe de Deus.

A Ermida da Mãe de Deus localiza-se na Vila e concelho de Vila Franca do Campo, na ilha de São Miguel, Região Autónoma dos Açores, em Portugal. Foi utilizada durante muitos anos pelas comunidades próximas como capela funerária.
Foi doada em Dezembro de 1984 à municipalidade de Vila Franca do Campo por Manuel Inácio de Melo e sua família, conforme painel de azulejos na sua fachada.
De pequenas dimensões, este templo apresenta um trabalho em cantaria de pedra basáltica.